# Sauris angusta
Sauris angusta là một loài bướm đêm trong họ Geometridae.